# Lista de prémios e indicações recebidos por Slipknot
Este anexo é uma lista dos prémios e indicações recebidos por Slipknot, banda norte-americana de metal alternativo de Des Moines, Iowa. Originalmente formada com o nome Painface em Setembro de 1995, os Slipknot passaram por diversas mudanças de formação, embora este se mantenha estável desde 1999. A banda consiste no vocalista Corey Taylor, guitarristas Mick Thomson e Jim Root, baterista Joey Jordison, percussionistas Shawn Crahan e Chris Fehn, sampler Craig Jones e DJ Sid Wilson. A banda recentemente sofreu uma drástica mudança com a morte do baixista Paul Gray em 24 de maio de 2010 por overdose de morfina, em março de 2011 foi anuciado que o ex-guitarrrista da banda Donnie Steele irá assumir o baixo provisoriamente para a turnê deste ano.
A 29 de Junho de 1999, lançaram o seu álbum homónimo de estreia Slipknot. "Wait and Bleed", um single do álbum, venceu um Kerrang! Award para Best Single em 2000 e também deu à banda a sua primeira nomeação nos Grammys para Best Metal Performance em 2001. Após o lançamento do seu segundo álbum, Iowa, os singles "Left Behind" e "My Plague" foram também nomeados para os Grammy Awards de Best Metal Performance em 2002 e 2003, respectivamente. "My Plague" foi igualmente nomeada para o Kerrang! Award de Best Video em 2002. A 25 de Maio de 2004, os Slipknot lançaram o seu terceiro álbum, Vol. 3: (The Subliminal Verses), que foi nomeado para a categoria Best Album nos Kerrang! Awards de 2004. Em 2006, o single desse álbum "Before I Forget" deu à banda o seu primeiro Grammy Award, na categoria de Best Metal Performance, após seis nomeações. Em 2008, a banda lançou All Hope Is Gone e "Psychosocial" garantiu ao grupo a primeira nomeação para os MTV Video Music Awards em Best Rock Video, bem como a sétima nomeação nos Grammys em 2009. Os Slipknot receberam também a primeira nomeação para um MTV Europe Music Awards em Rock Out e a Kerrang! premiou a banda com o Kerrang! Icon award. Também em 2009, que recebeu seis indicações ao Kerrang! Awards, mais do que qualquer banda esse ano e na história do Slipknot. No total, os Slipknot receberam 16 prémios em 44 nomeações.

## ECHO Awards
Os ECHO Awards são realizados anualmente na Alemanha. Os Slipknot receberam uma nomeação
| Ano  | Categoria                                   | Trabalho | Resultado |
| ---- | ------------------------------------------- | -------- | --------- |
| 2009 | Best Group International - Rock/Alternative | Slipknot | Indicação |

## Fuse Awards
Os Fuse Awards são organizados pela Fuse TV e decidos através da votação do público. Os Slipknot receberam duas nomeações.
| Ano  | Categoria  | Trabalho        | Resultado |
| ---- | ---------- | --------------- | --------- |
| 2008 | Best Video | "Psychosocial"  | Indicação |
| 2009 | Best Video | "Dead Memories" | Indicação |

## Grammy Awards
Os Grammy Awards são entregues anualmente pela National Academy of Recording Arts and Sciences. Os Slipknot receberam um prémio em sete nomeações.
| Ano  | Categoria                  | Trabalho          | Resultado |
| ---- | -------------------------- | ----------------- | --------- |
| 2001 | Best Metal Performance     | "Wait and Bleed"  | Indicação |
| 2002 | Best Metal Performance     | "Left Behind"     | Indicação |
| 2003 | Best Metal Performance     | "My Plague"       | Indicação |
| 2005 | Best Hard Rock Performance | "Duality"         | Indicação |
| 2005 | Best Metal Performance     | "Vermilion"       | Indicação |
| 2006 | Best Metal Performance     | "Before I Forget" | Vencedor  |
| 2009 | Best Metal Performance     | "Psychosocial"    | Indicação |

## Kerrang! Awards
Os Kerrang! Awards são uma cerimónia de prémios anual realizada pela Kerrang!, revista britânica de rock. Os Slipknot venceram sete prémios em dezenove nomeações.
| Ano  | Categoria                   | Trabalho                        | Resultado |
| ---- | --------------------------- | ------------------------------- | --------- |
| 2000 | Best Single                 | "Wait and Bleed"                | Vencedor  |
| 2000 | Best International Live Act | Slipknot                        | Vencedor  |
| 2000 | Best Band In The World      | Slipknot                        | Vencedor  |
| 2001 | Best Band In The World      | Slipknot                        | Vencedor  |
| 2002 | Best Video                  | "My Plague"                     | Indicação |
| 2002 | Best International Live Act | Slipknot                        | Indicação |
| 2002 | Best Band In The World      | Slipknot                        | Indicação |
| 2004 | Best Album                  | Vol. 3: (The Subliminal Verses) | Indicação |
| 2004 | Best Video                  | "Duality"                       | Indicação |
| 2004 | Best Live Band              | Slipknot                        | Indicação |
| 2004 | Best Band On The Planet     | Slipknot                        | Indicação |
| 2005 | Best Live Band              | Slipknot                        | Indicação |
| 2008 | Kerrang! Icon               | Slipknot                        | Vencedor  |
| 2009 | Best Live Band              | Slipknot                        | Vencedor  |
| 2009 | Best Single                 | "Dead Memories"                 | Indicação |
| 2009 | Best Single                 | "Psychosocial"                  | Indicação |
| 2009 | Best Video                  | "Sulfur"                        | Indicação |
| 2009 | Best Album                  | All Hope Is Gone                | Indicação |
| 2009 | Best International Band     | Slipknot                        | Vencedor  |

## Metal Hammer Golden God Awards
O Metal Hammer Golden God Awards é uma cerimónia de prémios anual realizada pela Metal Hammer, revista britânica de heavy metal. Os Slipknot venceram três prémios em cinco nomeações.
| Ano  | Categoria               | Trabalho                | Resultado |
| ---- | ----------------------- | ----------------------- | --------- |
| 2005 | Best Live Band          | Slipknot                | Vencedor  |
| 2008 | Inspiration Award       | Slipknot                | Indicação |
| 2009 | Best Live Band          | Slipknot                | Vencedor  |
| 2009 | Best International Band | Slipknot                | Vencedor  |
| 2009 | Shredder(s)             | Mick Thomson & Jim Root | Indicação |

## MTV Europe Music Awards
Os MTV Europe Music Awards são uma cerimónia de prémios anual criada em 1994 pela MTV Europe. Os Slipknot receberam uma nomeação.
| Ano  | Categoria | Trabalho | Resultado |
| ---- | --------- | -------- | --------- |
| 2008 | Rock Out  | Slipknot | Indicação |

## MTV Video Music Awards
Os MTV Video Music Awards foram criados em 1984 pela MTV para distinguir os principais vídeos musicais do ano. Os Slipknot receberam uma nomeação.
| Ano  | Categoria       | Trabalho       | Resultado |
| ---- | --------------- | -------------- | --------- |
| 2008 | Best Rock Video | "Psychosocial" | Indicação |

## NME
Fundados pela revista de música NME, os NME Awards são entregues anualmente. Os Slipknot receberam três nomeações.

### NME Premier Awards
| Ano  | Categoria      | Trabalho | Resultado |
| ---- | -------------- | -------- | --------- |
| 2000 | Brightest Hope | Slipknot | Indicação |

### NME Carling Awards
| Ano  | Categoria        | Trabalho | Resultado |
| ---- | ---------------- | -------- | --------- |
| 2002 | Best Album       | Iowa     | Indicação |
| 2002 | Best Metal Group | Slipknot | Indicação |

## Revolver Golden Gods Awards
O The Revolver Golden Gods Awards é uma cerimônia de prêmios anual realizada pela Revolver, uma revista estado-unidense de hard rock e heavy metal. O Slipknot venceu dois prêmios em duas nomeações.
| Ano  | Categoria      | Trabalho       | Resultado |
| ---- | -------------- | -------------- | --------- |
| 2009 | Best Live Band | Slipknot       | Vencedor  |
| 2009 | Best Riff      | "Psychosocial" | Vencedor  |

## Total Guitar Readers Awards
Os Total Guitar Readers Awards são uma cerimónia de prémios anual realizada pela Total Guitar, revista britânica de guitarras. Os Slipknot venceram três prémios em três nomeações.
| Ano  | Categoria        | Trabalho                   | Resultado |
| ---- | ---------------- | -------------------------- | --------- |
| 2008 | Best Video       | "Psychosocial"             | Vencedor  |
| 2008 | Solo Of The Year | "Psychosocial"             | Vencedor  |
| 2008 | Hottest Guitar   | Fender Jim Root Telecaster | Vencedor  |

## Prémios e homenagens diversas
| Ano  | Trabalho         | Prémio/Homenagem                           | Nomeador      |
| ---- | ---------------- | ------------------------------------------ | ------------- |
| 2001 | Slipknot         | 50 Álbuns Mais Pesados de Sempre           | Q             |
| 2001 | Iowa             | 50 Álbuns do Ano (#6)                      | NME           |
| 2006 | Slipknot         | 1001 Discos Para Ouvir Antes De Morrer     | Robert Dimery |
| 2006 | "Wait and Bleed" | 40 Maiores Canções de Metal (#36)          | VH1           |
| 2008 | All Hope Is Gone | 50 Melhores Álbuns de Guitarra do Ano (#1) | Total Guitar  |